# Деревоносець (тип кораблів)

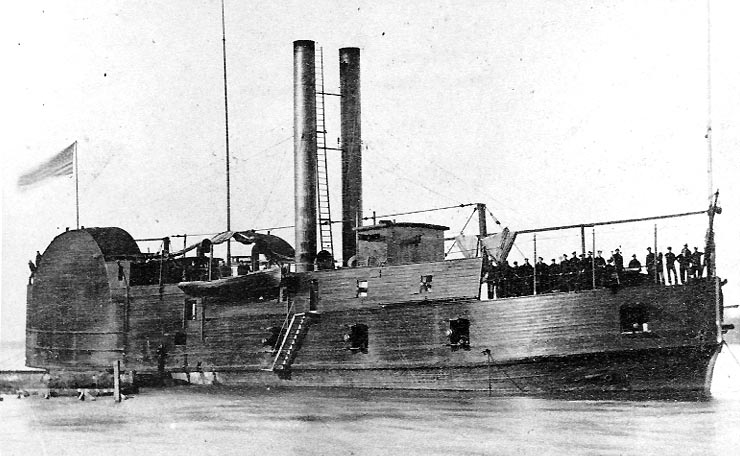
«Деревоносець» USS Conestoga,

«Деревоносець» (англ. timberclad) по аналогії з броненосцем (англ. ironclade) — неформальна назва типу річкових канонерських човнів які використовувались під час Громадянської війни у США.
Вони мали конструкцію, подібну до броненосців, але замість броні кораблі були захищені товстим шаром обробленої деревини.

## Диви також
- Бавовноносець
- Бляшанконосець